# Frullania madothecoides
Frullania madothecoides là một loài Rêu trong họ Jubulaceae. Loài này được Spruce mô tả khoa học lần đầu tiên vào năm 1884.